# Susanne Küng

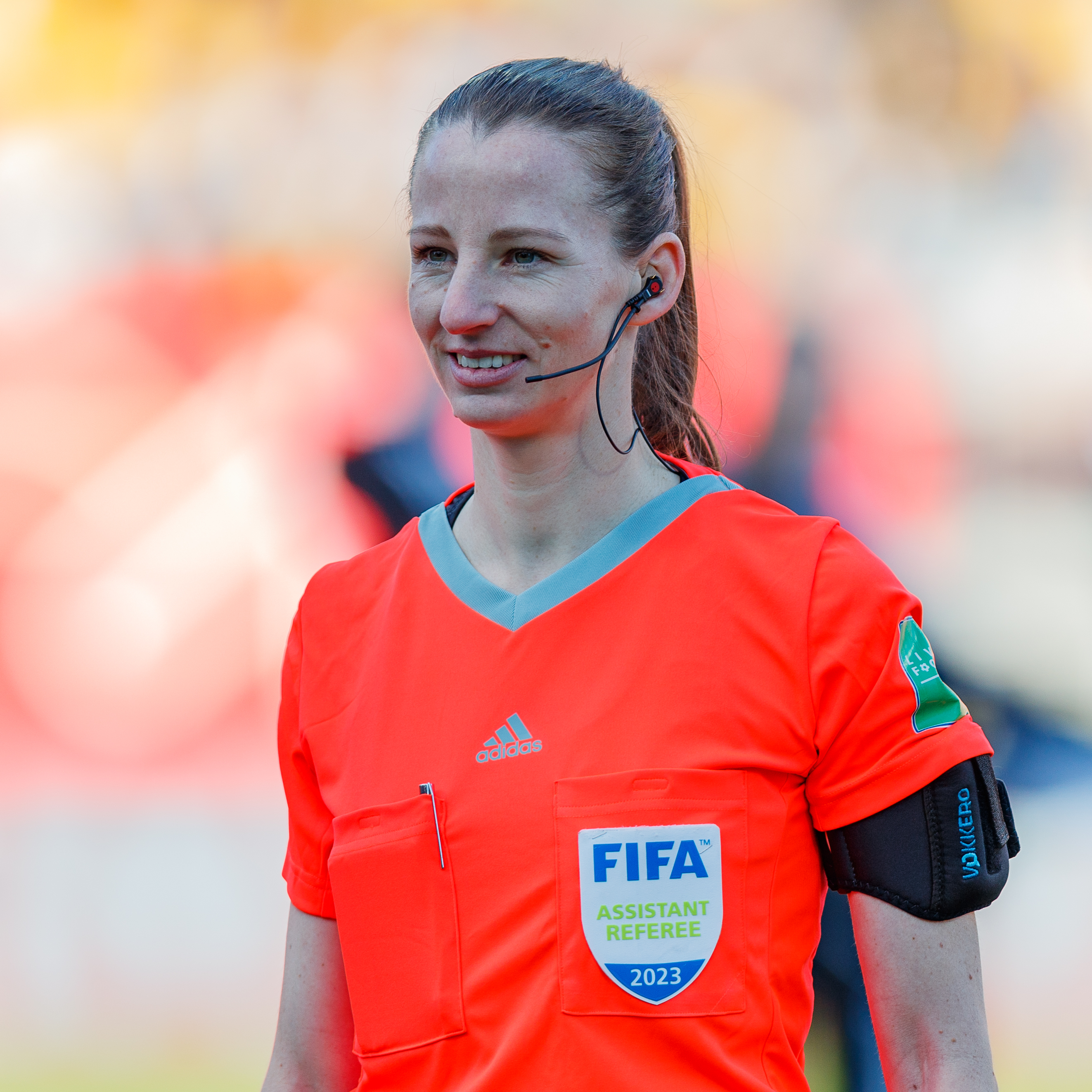
Susanne Küng (2023)

Susanne Küng (* 19. März 1988) ist eine Schweizer Fussballschiedsrichterassistentin.

## Werdegang
Küng ist Mitglied des FC Muri.
Seit 2012 steht sie auf der Liste der FIFA-Schiedsrichter. Seit November 2011 wird sie als Schiedsrichterassistentin in der Women’s Champions League eingesetzt.
Am 14. Mai 2015 leitete Küng an der Seite von Esther Staubli das Finale der Women’s Champions League 2014/15 zwischen dem 1. FFC Frankfurt und Paris Saint-Germain (2:1).
Küng war unter anderem Schiedsrichterassistentin bei der Weltmeisterschaft 2019 in Frankreich, beim olympischen Fussballturnier 2020 in Tokio und bei der Europameisterschaft 2022 in England, jeweils im Schiedsrichtergespann von Esther Staubli.
Zudem war sie bei der U-17-Europameisterschaft 2014 in England, bei der U-19-Europameisterschaft 2015 in Israel und bei der U-20-Weltmeisterschaft 2022 in Costa Rica im Einsatz.
Küng wird seit der Saison 2017/18 in der Schweizer Challenge League eingesetzt, seit 2021/22 in der Super League.
Am 8. Juni 2025 wird sie als Assistentin von Sandro Schärer im Finale der Herren der UEFA Nations League 2024/25 an der Seitenlinie zum Einsatz kommen.
Im April 2025 wurde Küng gemeinsam mit Linda Schmid als Assistentin von Désirée Grundbacher für die Europameisterschaft 2025 in der Schweiz nominiert.